# Deutsch-Japanische Gesellschaft
Deutsch-Japanische Gesellschaften (DJG) bemühen sich um die Aufgabe, die deutsch-japanischen Beziehungen und kulturellen Verflechtungen zu fördern und zu vertiefen. Sie sind in Deutschland größtenteils als Vereine organisiert, die drei größten haben ihren Sitz in München, Berlin und Frankfurt am Main. Ein großer Teil der Gesellschaften ist im Verband Deutsch-Japanischer Gesellschaften (VDJG) organisiert.

## Geschichte
Die erste Gesellschaft – die Wa-Doku-Kai (Japanisch-Deutsche-Gesellschaft) – wurde 1888 in Berlin am Seminar für Orientalische Sprachen für japanische Studenten und Lehrkräfte gegründet und nahm bald auch deutsche Mitglieder auf. Der Verein organisierte regelmäßige Vorträge, Besichtigungen und deutsch-japanische Feste und gab ab 1902 eine Vereinszeitschrift heraus. Die Gesellschaft löste sich 1912 auf und wurde erst 1928 als Deutsch-Japanische Arbeitsgemeinschaft neu gegründet und 1929 wieder in Deutsch-Japanische Gesellschaft umbenannt.
In Frankfurt lassen sich die Wurzeln der Gesellschaft bis zum Jahre 1911 zurückverfolgen, als der dortige Verein für Orientalische Sprachen mit Kursen zur Einführung in die japanische Schrift und Sprache und mit Vorträgen über kulturelle Themen begann. Die Gesellschaft verfolgt keine wirtschaftlichen Ziele; sie ist seit 1981 in das Vereinsregister eingetragen und als gemeinnützig anerkannt. Die DJG Frankfurt ist die Plattform für den deutsch-japanischen Austausch bei Sprache, Wirtschaft und Kultur und bietet Zugang zu japanbezogenen Veranstaltungen im Rhein-Main-Gebiet. Diese DJG ist sowohl lokal als auch regional aktiv.
Die DJG Bayern mit Sitz in München wurde 1961 im Umfeld der Ludwig-Maximilians-Universität München gegründet. Die Gesellschaft ist inzwischen auf über 800 Mitglieder angewachsen und ist damit die mitgliederstärkste Deutsch-Japanische Gesellschaft. Geboten werden jährlich über 80 japanbezogene Veranstaltungen: Vorträge aus Kultur, Politik und Wirtschaft; japanische Filme und Theater; Konzerte, Ausstellungen, Workshops (z. B. Haiku-Kreis, Japanischer Gesprächskreis), gesellige Veranstaltungen und Exkursionen. Ein Höhepunkt ist das seit 1996 jährlich Mitte Juli am Sonntag stattfindende „Japanfest“, zu dem regelmäßig mehrere tausend Besucher in den Englischen Garten hinter dem Haus der Kunst kommen.
Drei Gesellschaften im Verband sind deutschlandweit aktiv und richten sich vermehrt an jüngere Menschen. Darunter die 2006 gegründete Deutsch-Japanische Jugendgesellschaft e. V. (DJJG) mit Sitz in Berlin, der 2000 gegründete Animexx e. V mit Sitz in München sowie der 1986 gegründete Deutsch-Japanische Wirtschaftskreis (DJW) e. V mit Sitz in Düsseldorf und Tokyo. Die DJJG verfolgt Jugendhilfe und Völkerverständigung zwischen Jugendlichen beider Länder, wobei sie diese Vorhaben hauptsächlich durch die jährlich wechselnden Austauschprogramme Hallo Deutschland und Hallo Japan sowie lokalen Stammtischen realisiert. Der Animexx e. V. hingegen fördert hauptsächlich japanische Populärkultur, Manga sowie Anime und veranstaltet kleinere regionale Treffen, aber auch große Anime Conventions mit vielen 1000 Besuchern. Der Deutsch-Japanische Wirtschaftskreis vereint branchen- und industrieübergreifend Akteure in beiden Ländern zum Austausch von Wirtschaftsfragen.
Organisiert sind 53 DJGs in dem 1964 gegründeten Verband Deutsch-Japanischer Gesellschaften (VDJG), der insgesamt etwa 8700 Mitglieder umfasst; Präsident des Verbands ist Volker Stanzel. Sitz des Vereins ist Berlin, die Geschäftsstelle befindet sich in Düsseldorf. In Japan existieren als Gegenstück Japanisch-Deutsche Gesellschaften (JDGen) mit dem Verband Japanisch-Deutscher Gesellschaften (VJDG) als Dachverband.